# Pseudoboodon boehmei
Espèce
Pseudoboodon boehmei est une espèce de serpents de la famille des Lamprophiidae. 

## Répartition
Cette espèce est endémique du sud-ouest de l'Éthiopie.

## Étymologie
Cette espèce est nommée en l'honneur de Wolfgang Böhme.

## Publication originale
- Rasmussen & Largen, 1992 : A review of Pseudoboodon PERACCA with the description of a new species from Southwest Ethiopia (Serpentes, Dipsadidae, Lycodontinae, Boadontini). Steenstrupia, vol. 18, n. 3, p. 65-80.